# Uplengen
Uplengen település Németországban, azon belül Alsó-Szászország tartományban. Lakosainak száma 12 119 fő (2023. december 31.). Uplengen Detern, Filsum és Zetel községekkel határos.

## Népesség
A település népességének változása:
| Lakosok száma | 11 783 | 11 805 | 11 778 | 11 931 | 12 091 | 12 119 |
|               | 2016   | 2017   | 2019   | 2021   | 2022   | 2023   |